# Право любити (фільм, 1985)
«Право любити» — радянський художній фільм 1985 року, знятий режисером Володимиром Назаровим на кіностудії «Мосфільм».

## Сюжет
Автори фільму й Іван Шабалтас, виконавець головної ролі (голови колгоспу Федора Волохова), — ненав'язливо, але сумно тлумачать глядачеві, що означає любити землю, село, колгосп та односельців, які за першої ж можливості намагаються виїхати до міста.

## У ролях
- Іван Шабалтас — Федір
- Ірина Малишева — Олена Сергіївна
- Володимир Самойлов — Петро Данилович
- Валентина Тализіна — Клавдія
- Майя Булгакова — Анісся
- Михайло Кокшенов — Алексан
- Ірина Юнссон — Ніна
- Євген Шутов — Дергачов
- Герман Качин — Федюля
- Геннадій Юхтін — Пшенов
- Микола Дупак — Бережков
- Олександр Кудінов — Дашкін, виконроб
- Віктор Корешков — Павло Шумілов
- Сергій Жигунов — молодий
- Олена Антонова — молода
- Світлана Ступак — Нюрка Шумілова
- Діма Кузьмінов — Сугробін
- Ільдар Салахотдінов — Дімка
- Володимир Акімов — епізод
- Валентина Березуцька — епізод
- Олена Богданова — бабуся
- В. Борисов — епізод
- Михайло Васьков — епізод
- Георгій Гаврилов — епізод
- Едуард Кошман — епізод
- Н. Краскова — епізод
- В. Лазарев — епізод
- Станіслав Міхін — епізод
- Михайло Матюшевський — епізод
- Тетяна Ронамі — епізод
- Надія Самойлова — епізод
- Галина Чуріліна — епізод
- Б. Чуркін — епізод
- Ірина Дітц — доярка
- Олександр Кузнецов — шляховик
- Віктор Лазарев — епізод

## Знімальна група
- Режисер — Володимир Назаров
- Сценарист — Віктор Потєйкін
- Оператор — Олександр Рябов
- Композитор — Олексій Муравльов
- Художник — Ірина Лукашевич